# Иоанн и Павел

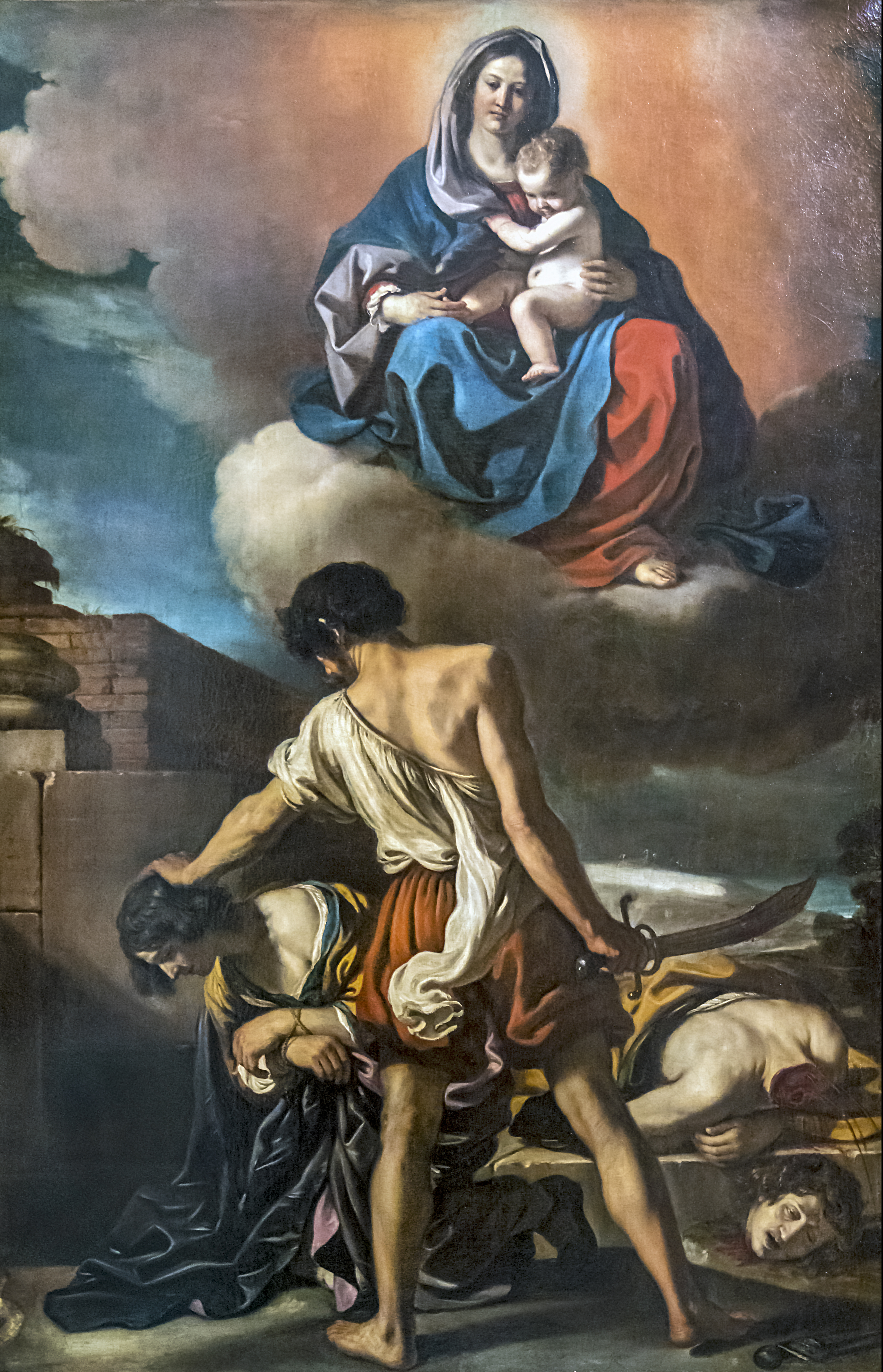
Мученичество свв. Иоанна и Павла, Гверчино, 1632

Иоанн и Павел (умучены в Риме 26 июня 362 года) — святые мученики Римские. День памяти — 26 июня.

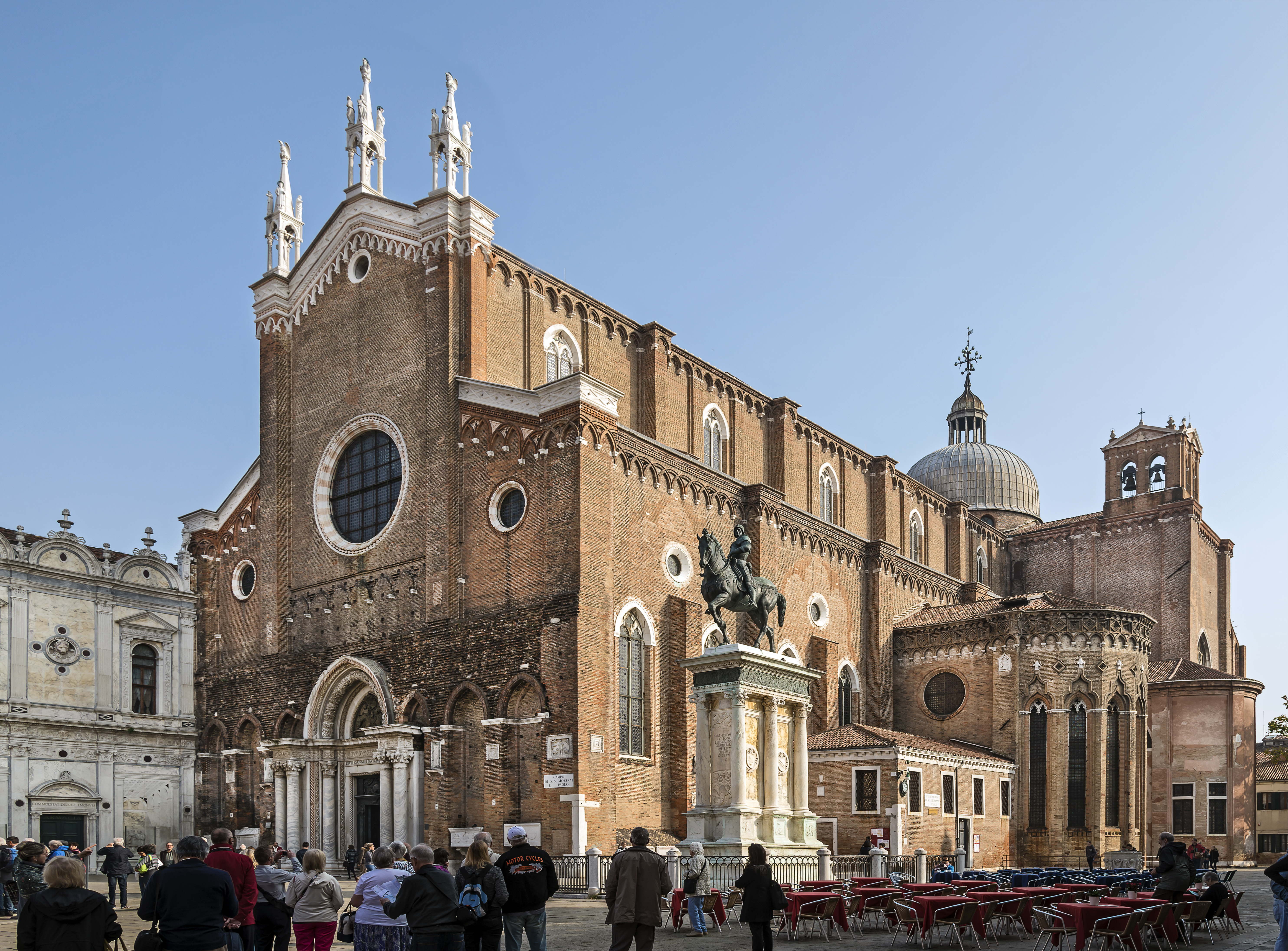
Санти-Джованни-э-Паоло

Святые мученики Иоанн и Павел пострадали во времена правления Юлиана Отступника. Различные жития святых разнятся. Согласно одному из преданий, братья были евнухами св. Константины, дочери Константина Великого. Они были знакомы с некоторыми из Галликан, построивших храм в Остии. Они были обезглавлены Теренцианом (Terentianus) в Риме, в доме на холме Целий.
Впоследствии Теренциан, обратившийся ко Господу после чудесного исцеления его сына, составил их Пассию (Passio). Тела святых были обретены сенатором Византом и его сыном, Паммахием, которые переоборудовали свой дом в хорошо известную римскую базилику на холме Целия. Также хорошо известен освящённый в честь свв. Иоанна и Павла храм в Венеции, один из множества храмов, освящённых в честь святых.